# Conmáel
Conmáel, fils d'Eber Finn. Selon les légendes médiévales et la tradition pseudo historique irlandaise il devient Ard ri Erenn après avoir tué Ethriel, le fils de Íriel Fáid, lors de la Bataille de Rairiu.

## Règne
Conmáel est le premier des Ard ri Erenn Milésien à être né en Irlande et également le premier à être originaire du Munster. Il mène 25 batailles contre les descendants d'Érimón, et règne 30 ans jusqu'à ce qu'il soit tué par Tigernmas lors de la Bataille d' Óenach Macha.
Les Eóganachta se considéraient comme ses descendants. Le Lebor Gabála Érenn synchronise son règne avec les morts de Samson en Israël, et du mythique roi Fleuthius en Assyrie. Geoffrey Keating  assigne à son règne comme dates 1239-1209 av. J.-C.  les Annales des quatre maîtres  de 1651 à 1621 av. J.-C. .

## Source
- (en) Cet article est partiellement ou en totalité issu de l’article de Wikipédia en anglais intitulé « Conmáel » (voir la liste des auteurs), édition du 8 avril 2012.